# La Fête des fous
La Fête des fous est un roman policier historique écrit par Martine Pouchain paru en 2001 aux éditions Folio Junior et se déroulant à Amiens, ville dont l'auteur est originaire. L'action se déroule quelques années après la première enquête d'Amaury, Meurtres à la cathédrale.

## Histoire
Amiens, décembre 1254. La ville est envahie de clercs déguisés pour la "Fête des fous". Un homme est retrouvé assassiné, un message semble indiquer le coupable et Amaury mène l'enquête...

## Personnages

### Amaury Lasnier
Devenu échevin grâce aux talents d'enquêteur révélés lors de l'enquête résolue quelques années plus tôt (voir Meurtres à la cathédrale), le jeune sculpteur s'est marié avec Lisa, la funambule et ensemble ils sont sur le point d'avoir leur second enfant.

### Grégoire de Croy
L'échevin le plus respecté d'Amiens. Il reste un précieux allié et conseil dans les enquêtes d'Amaury.

### Guillaume d'Abbeville
Noble mais fort dépensier, il vit aux crochets de sa maîtresse, Elizabeth de Cruce. Il a pour projet de se marier avec la fille d'un riche amiénois, ce qui met Elizabeth en fureur.

### Renaud Courteheuse
Sur le point de passer de pâtenôtrier à sculpteur de grand talent, il est retrouvé mort, un ciseau planté en plein cœur. Il venait d'envoyer une nouvelle déclaration d'amour à la belle Aliénor mais son père a intercepté le message et a fait envoyer une servante dire à Renaud qu'Aliénor ne l'aimait pas, ce qui l'a rendu fou de douleur.

### Agnès Le Sec
La logeuse de Renaud. Veuve, elle héberge d'autres locataires : 

### Gaucelm de Tours
Arrivé en septembre, il s'est fait engager comme précepteur par la famille Le Monnier. Son bandeau sur l'œil et sa claudication garantissent que la jeune fille ne succombera pas à son charme.